# Cynical Orange
Cynical Orange (시니컬 오렌지?) è un manhwa sunjong sudcoreano scritto da Jun Ji Un nel 2002. L'opera è composta da nove volumetti editi dalla Seoul Cultural Publishers e tradotti in italiano da Planeta DeAgostini.
Il manhwa segue la storia di una ragazza che, dopo tanto tempo, decide di mostrare a tutti il suo vero carattere.

## Trama
Hye Min è una delle ragazze più belle della scuola; moltissimi ragazzi sono innamorati di lei, ma tuttavia le ragazze la detestano e la incolpano ingiustamente di tutto per gelosia e la ragazza non riesce a farsi delle amiche colpa anche della sua spiccata mancanza di tatto nell'esprimere la propria opinione. La ragazza all'inizio della storia risulta essere interessata ad un suo compagno di classe, Jeong Hyun, un giorno però lo sente dire che non le piace per la sua "puzza sotto il naso". In lei l'insicurezza si fa sempre più presente un giorno però la nostra Hye Min conosce per strada un altro ragazzo Ma Ha, che per rimorchiarla le ruba il cellulare. I due in seguito diventano amici e si frequentano. Ma Ha è infatuato di lei, sarà il primo ad avere fiducia e a mostrare simpatia per la ragazza passando sopra al suo carattere ostile e cinico. Cynical Orange risulta avere una trama psicologica abbastanza complessa, parla infatti di solitudine ed attaccamento e del vero significato dell'amore tra due persone.

## Personaggi
Hye Min
È una ragazza bellissima che tutti i ragazzi ammirano, ma che purtroppo, per un errore avvenuto alle medie, non ha amiche; anzi, tutte le ragazze la accusano di qualsiasi cosa e la disprezzano anche per la sua spiccata spontaneità e la sua mancanza di tatto. Dopo tanto tempo, grazie a Ma-Ha, riacquisterà fiducia in sé stessa e darà sfogo anche alla parte più tenera del suo carattere.
Ma-Ha Giang
Un bel ragazzo in apparenza menefreghista e sicuro di sé. Dopo aver distrutto durante un bisticcio con la ragazza il cellulare di Hye Min, lei lo obbliga a lavorare al bar di suo cugino per ripagarglielo, e così, anche se lei per molto tempo non lo sopporta, cominciano a diventare amici e lui, pian piano, la aiuta a cambiare il suo carattere e a farla accettare dalle altre ragazze della scuola.
Jeong Hyun
È il ragazzo per cui Hye Min ha una cotta; è molto bello ma, al contrario della maggioranza degli altri ragazzi, non gli piace per via della sua "puzza sotto il naso". Comincerà a rimanere affascinato da lei soltanto dopo che lei cambierà il suo modo di comportarsi.
Sin Bi
Cugino- fratello (i due si conoscono tramite i genitori, non hanno un vero e proprio legame di sangue) di Hye Min, è un ragazzo coi capelli bianchi e uno stile di vita tutto suo. Possiede un bar che però non frequenta quasi nessuno. È innamorato perdutamente di Hye Min.
Soryu
Fidanzata ufficiale di Sin Bi, ragazza molto carina con uno carattere davvero particolare.